# RAF Bramcote
RAF Bramcote – baza lotnicza Royal Air Force zlokalizowana na przedmieściach Nuneaton (hrabstwo Warwickshire). Jedna z baz RAF używanych w okresie II wojny światowej przez jednostki Polskich Sił Powietrznych. Po wojnie przemianowana HMS Gamecock a następnie na Gamecock Barracks.

## Historia bazy

### W strukturach RAF
Stacja powstała w 1939. Głównym użytkownikiem był 18 Operational Training Unit przeniesiony ostatecznie z Hucknall w czerwcu 1940, w celu szkolenia, z czasem głównie polskich załóg na samoloty Vickers Wellington.
W 1940 cztery polskie dywizjony (300, 301, 304 and 305) były formowane w Bramcote. Pierwotnie zostały uzbrojone w samoloty Fairey Battle.
Od kwietnia 1943 do października 1945 stacja przeszła pod zarząd dowództwa lotnictwa transportowego jako No. 105 Operational Training Unit RAF, Transport Command. Początkowo jednostka wykorzystywała samoloty Wellington a następnie Douglas Dakota.
Stację zamknięto w 1946 a lotnisko przeszło pod zarząd Royal Navy.

### W strukturze Royal Navy

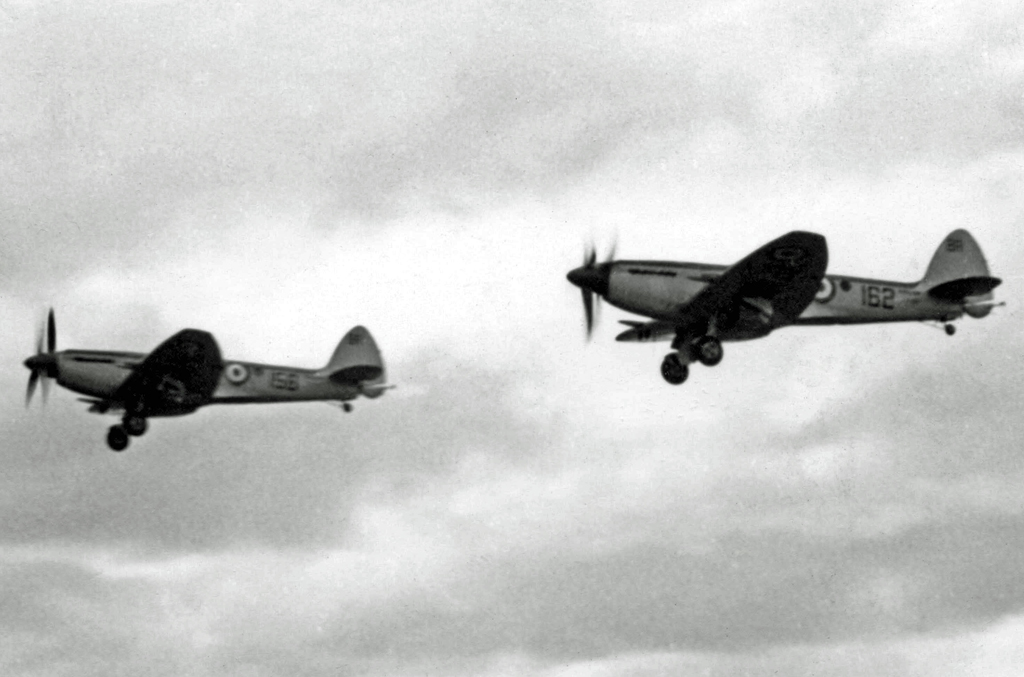
Supermarine Seafire F.47 z 1833 Squadron RNVR bazującego w Bramcote w 1953

RNAS Bramcote przemianowano na HMS Gamecock zgodnie z obyczajem Royal Navy na analogiczną do nazwy jednostek pływających, i stanowiła bazę Ochotniczej Rezerwy Lotniczej Marynarki Wojennej Royal Naval Volunteer Reserve od sierpnia 1947 do października 1955. Pierwszą stacjonującą tu jednostką był 1833 Squadron wyposażony w myśliwce Supermarine Seafire. Początkowo były to wersje Seafire F15 i F.17 ale w 1952, stał się jedyną jednostką RNVR przezbrojoną na Seafire FR.47, z przeciwbieżnymi śmigłami. W lutym 1954 przezbrojony na Hawker Sea Fury FB.11. Pierwsze odrzutowce Supermarine Attacker pojawiły się w październiku 1955, ale ponieważ potrzebowały lepszego pasa startowego jednostkę przeniesiono do stacji RAF Honiley.
Midland Air Division, utworzona 1 lipca 1953, powstała w celu zarządzania wszystkimi bazującymi w Bramcote dywizjonami. 1844 Squadron powstał w Bramcote 15 lutego 1954, wyposażony Fairey Firefly AS.6 samoloty wyposażone do walki z okrętami podwodnymi. Samoloty te zostały zastąpione samolotami Grumman Avenger AS.5 w marcu 1956. Oba dywizjony zostały rozwiązane 10 marca 1957 w związku z programem oszczędnościowym.

### W strukturze Armii Brytyjskiej
W 1959 lotnisko przeniesiono pod zarząd sił lądowych Armii. kwaterowali tam młodzi kadeci Junior Leaders Regiment Royal Artillery, od lat 60. Po 1990 było to miejsce szkolenia podoficerów oddziałów Royal Artillery. Po dokończeniu szkolenia wojskowego i zawodowego, trwającego dwa lata, trafiali do macierzystych jednostek artylerii.
Obecnie jest miejscem stacjonowania Royal Corps of Signals (jednostek łączności). Może być wynajmowana dla celów filmowych od Ministerstwa Obrony Zjednoczonego Królestwa.

## Jednostki i ich samoloty
- No. 151 Squadron RAF (1940) Hawker Hurricane I następnie Boulton Paul Defiant
- No. 215 Squadron RAF (1939) Vickers Wellington I
- 300 Dywizjon Bombowy Ziemi Mazowieckiej (1940) Fairey Battle
- 301 Dywizjon Bombowy Ziemi Pomorskiej "Obrońców Warszawy" (1940) Fairey Battle
- 304 Dywizjon Bombowy "Ziemi Śląskiej im. Ks. Józefa Poniatowskiego" (1940) Fairey Battle następnie Vickers Wellington IC
- 305 Dywizjon Bombowy Ziemi Wielkopolskiej im. Marszałka Józefa Piłsudskiego (1940) Fairey Battle następnie Vickers Wellington IC
- No. 18 Operational Training Unit RAF (1940–1943) Vickers Wellington
- No. 105 Operational Training Unit RAF (1943–1945) Vickers Wellington następnie Douglas Dakota
- No. 1833 Squadron RNVR
- No. 1844 Squadron RNVR

## Zobacz
- Bazy RAF używane przez PSP